# Alexei Nikolajewitsch Kamanin
Alexei Nikolajewitsch Kamanin (russisch Алексей Николаевич Каманин; * 6. Juni 1978) ist ein russischer ehemaliger Handballspieler.

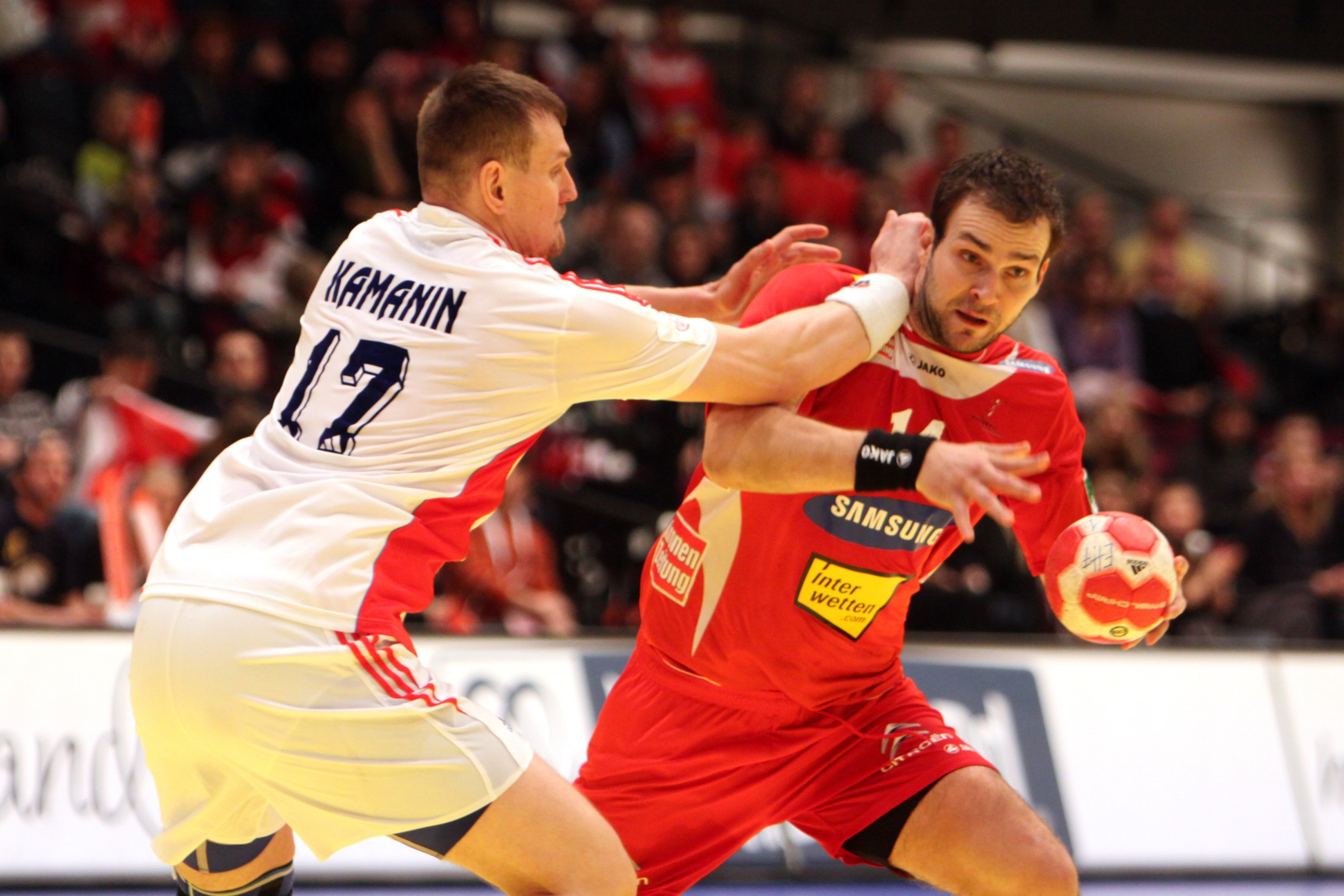
Alexei Kamanin (2010)

Der 1,97 Meter große und 107 Kilogramm schwere rechte Rückraumspieler stand seit 1998 bei Medwedi Tschechow bzw. dessen Vorgänger ZSKA Moskau unter Vertrag. Mit diesen Verein gewann er seit 2000 in jedem Jahr die russische Meisterschaft sowie 2009, 2010 und 2011 den Pokal. 2006 gewann er den Europapokal der Pokalsieger. Zumeist war er in der EHF Champions League vertreten und erreichte dort 2009/10 das Final Four. Seit 2011 lief er für den ukrainischen Verein HK Motor Saporischschja auf, mit dem er 2013 und 2014 Meister sowie 2013 Pokalsieger wurde.
Alexei Kamanin erzielte in 198 Länderspielen für die russische Nationalmannschaft 392 Tore (Stand: Dezember 2011) und stand im Aufgebot für die Europameisterschaft 2010. Er spielte bei den olympischen Spielen 2008.